# Thomas Hoby
Sir Thomas Hoby (1530 – Parigi, 13 luglio 1566) è stato un diplomatico e traduttore inglese.

## Biografia
Thomas Hoby nacque nel 1530, secondogenito di William Hoby di Leominster e della seconda moglie Katherine Forden. Fu zio di Robert Cecil, I conte di Salisbury. Nel 1546 fu ammesso al St John's College dell'Università di Cambridge e poi, incoraggiato dal fratellastro Philip, viaggiò in Francia e in Italia, raggiungendo anche la Calabria e la Sicilia. Il suo viaggio in Italia fu tra i più lunghi e articolati dei suoi contemporanei inglesi, tanto da essere considerato un pioniere del grand tour.
Il 27 giugno 1558 sposò Elizabeth Cooke, zia materna di Francis Bacon. La coppia visse a Bisham Abbey, nel Berkshire, ed ebbe due figlie (che non sopravvissero all'infanzia) e due figli: Sir Edward Hoby (1560-1617) e Sir Thomss Hoby (1566-1640).
È noto soprattutto per aver tradotto Il Cortegiano di Baldassarre Castiglione in inglese e la sua traduzione, The Courtyer of Count Baldessar Castilio, fu pubblicata nel 1561. Il libro ebbe un enorme successo e fu stampato diverse volte, diventando un testo chiave dell'Inghilterra elisabettiana. Dopo aver ricevuto il cavalierato nel 1566 fu inviato a Parigi in veste di ambasciatore. Morì nella capitale francese nel luglio dello stesso anno.